# جورجونه

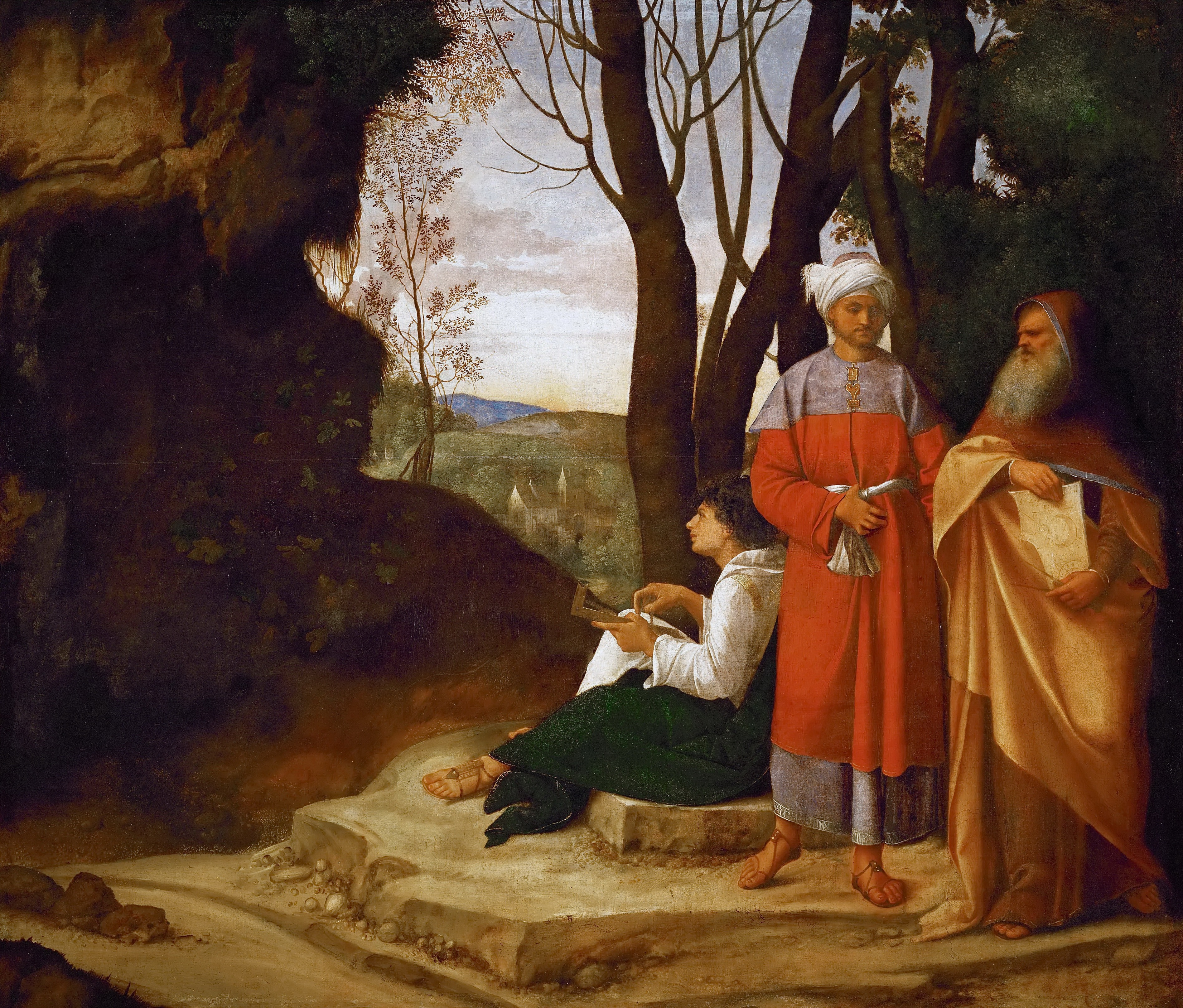
سه فیلسوف، وین. میشیل به جورجونه نسبت داده است و اظهار کرده سباستیانو دل پیومبو آن را تمام کرد. برخی از نویسندگان مدرن نیز تیسین را در تکمیل آن درگیر می کنند.

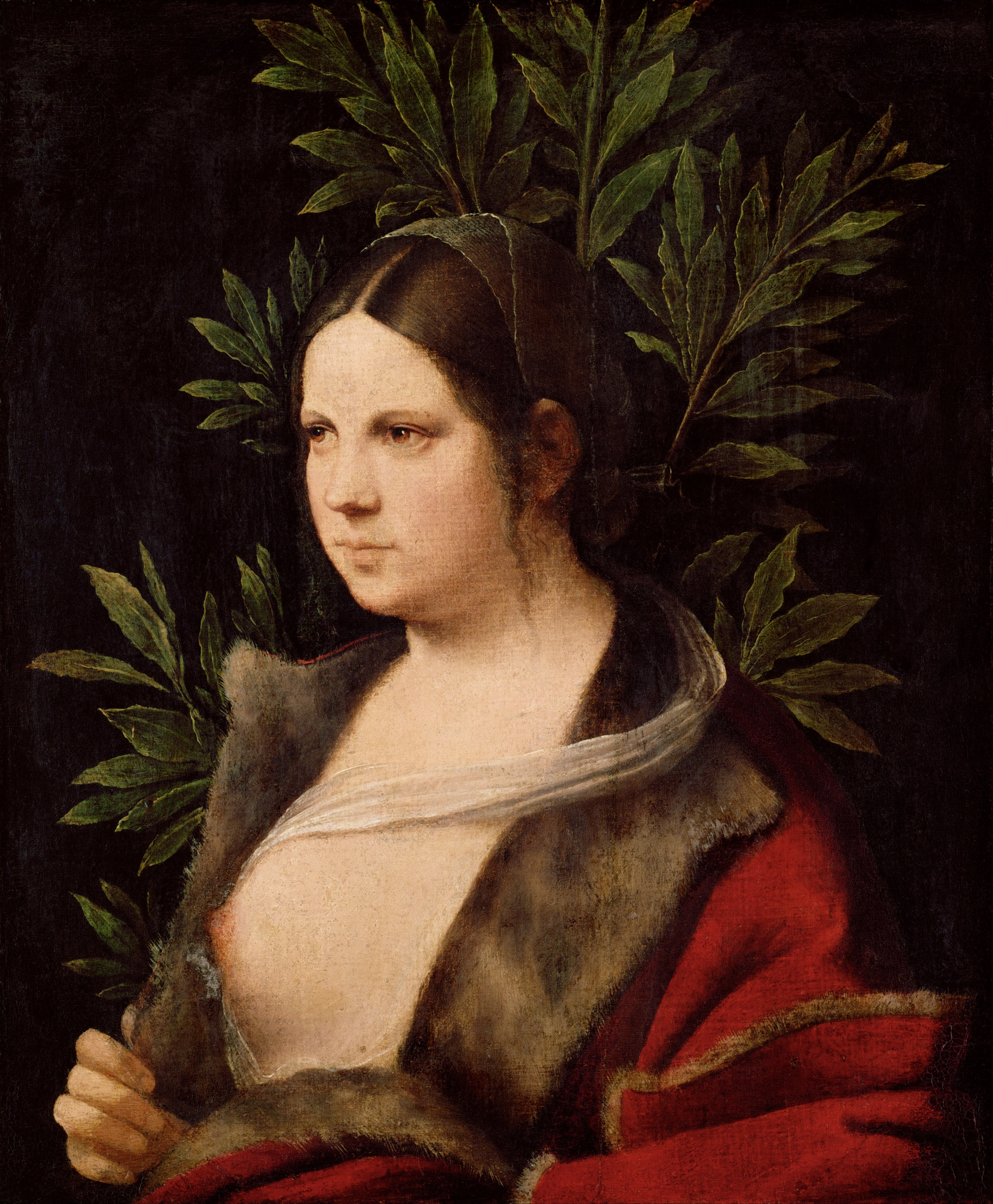
لورا (۱۵۰۶)، موزه تاریخ هنر، وین، اتریش.

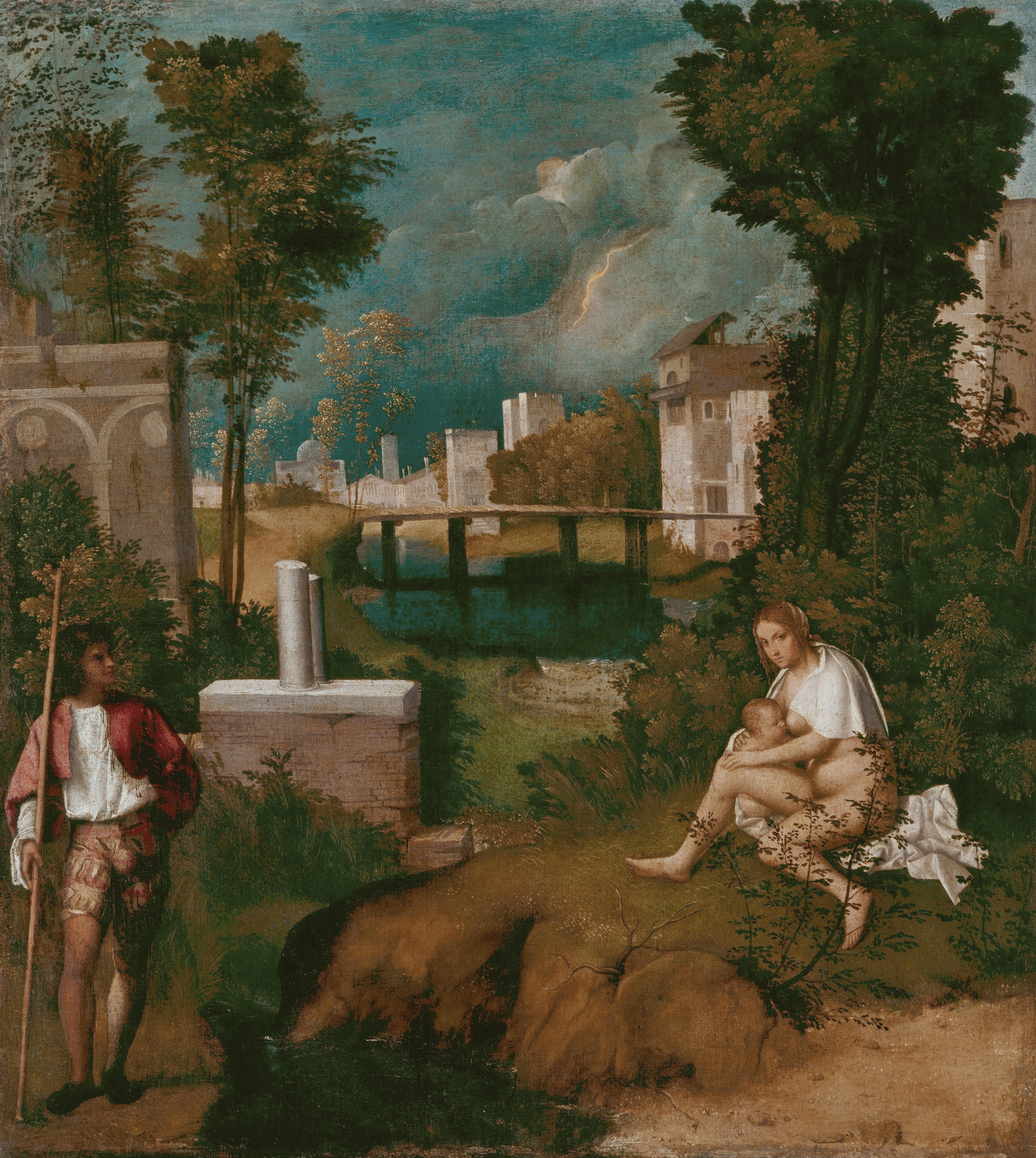
طوفان (حدود. ۱۵۰۸)، گالری دل آکادمیا، ونیز،ایتالیا.

جورجونه (ایتالیایی: [dʒorˈdʒone]؛ زاده ۱۴۷۰ درگذشته ۲۵ اکتبر ۱۵۱۰) نقاش اهل ایتالیا و از پایه‌گذاران مکتب ونیز در دورهٔ رنسانس متعالی بود.  
(۱۴۷۷-۱۵۷۶ م .) او در رنگ آمیزی چیره دست و سرآمد هنرمندان مکتب ونیز بود. آثار او سرشار ازهنر و هم آهنگی و لطف بود. بهمین علت هیچکس نمی توانست با او برابری و رقابت کند. او شخصیت های تاریخی و مذهبی و اساطیری را به نحو زیبائی نقاشی کرد. و آثار فراوانی از خود باقی گذاشت از آن جمله اند: «لوکرس بورژیا». «فلور». «ونوس و آدونی ». «ونوس خوابیده » و جزاینها. (از لاروس ). رجوع به قاموس الاعلام ترکی شود.

## نگارخانه

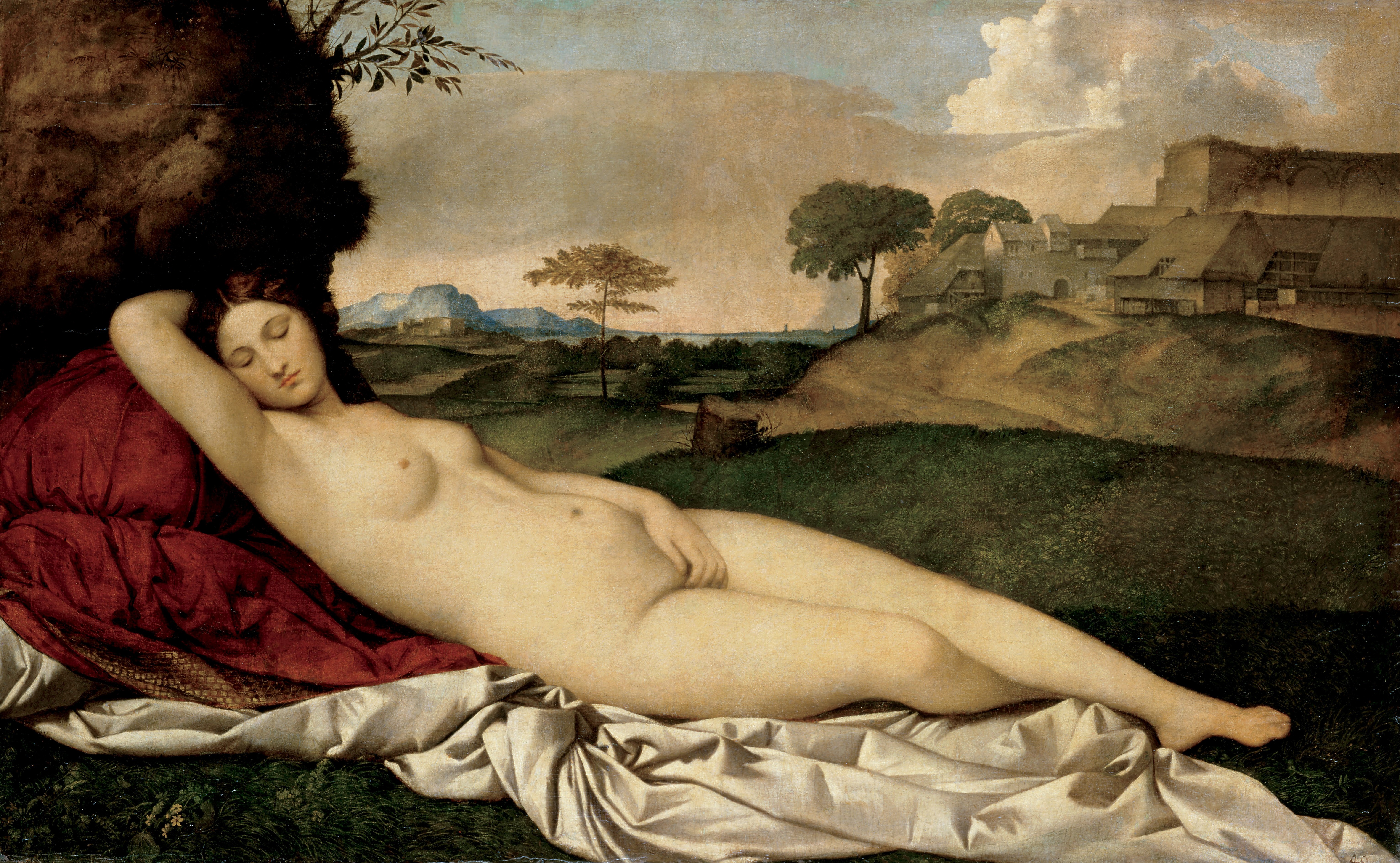
ونوس خفته ۱۵۰۸ م. گمالده‌گالری
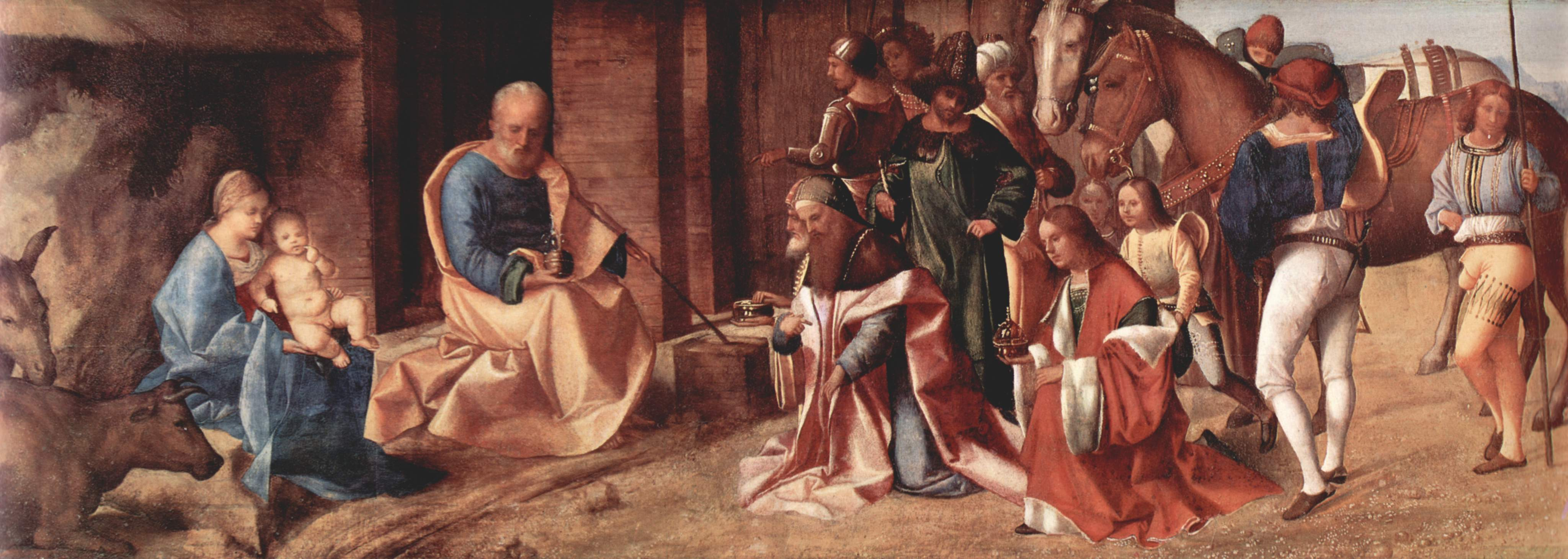
One of the "Allendale group", the small Adoration of the Magi predella, London
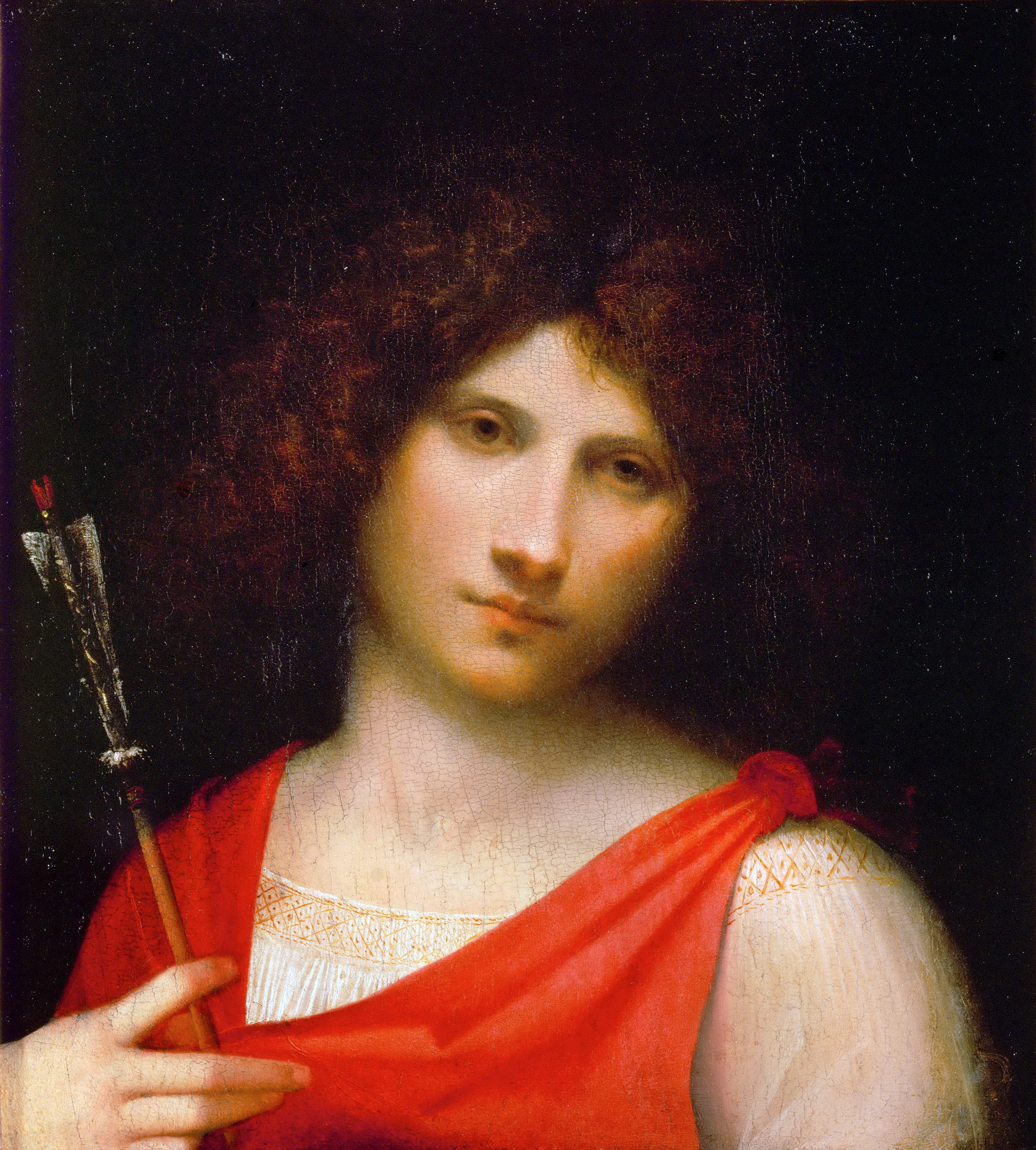
مرد جوان با نیزه، (۱۵۰۶?) موزه تاریخ هنر، وین
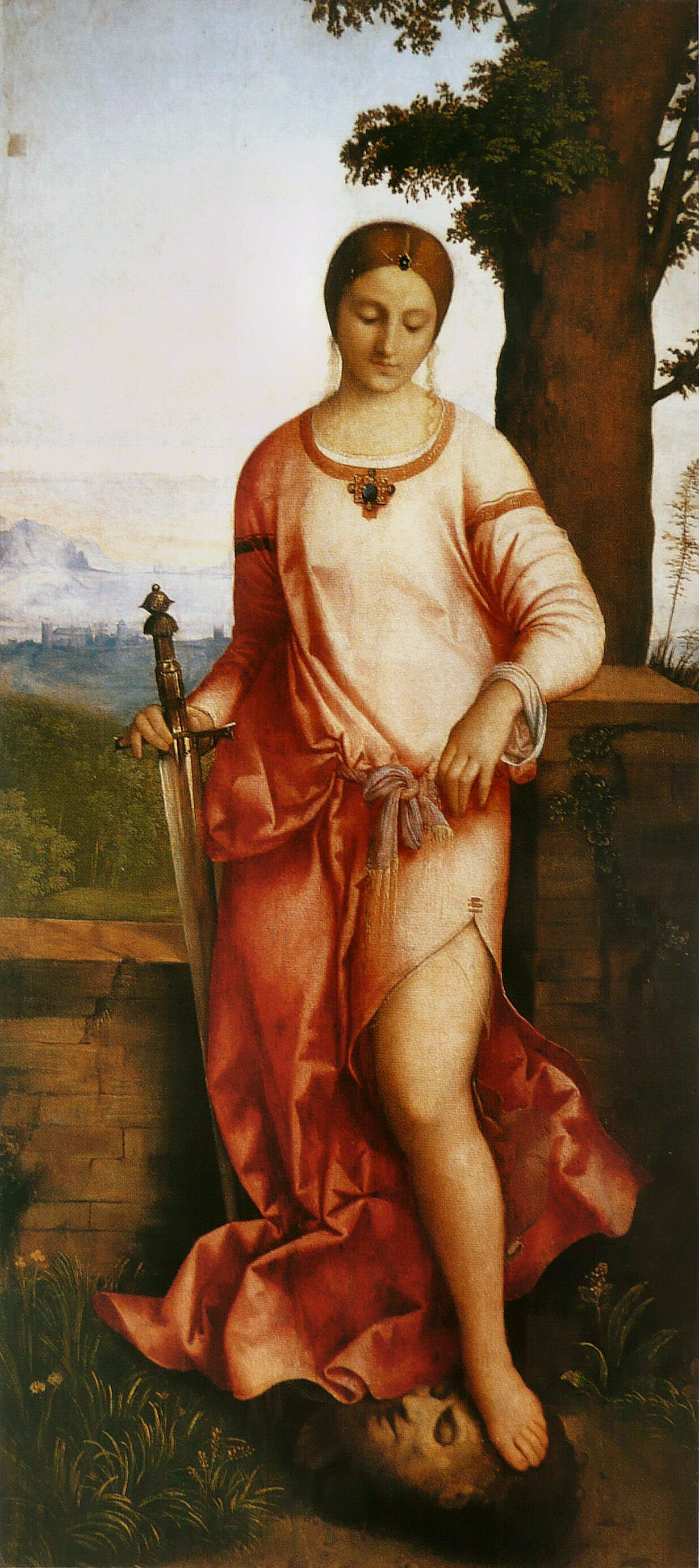
جودی ، موزه ارمیتاژ.
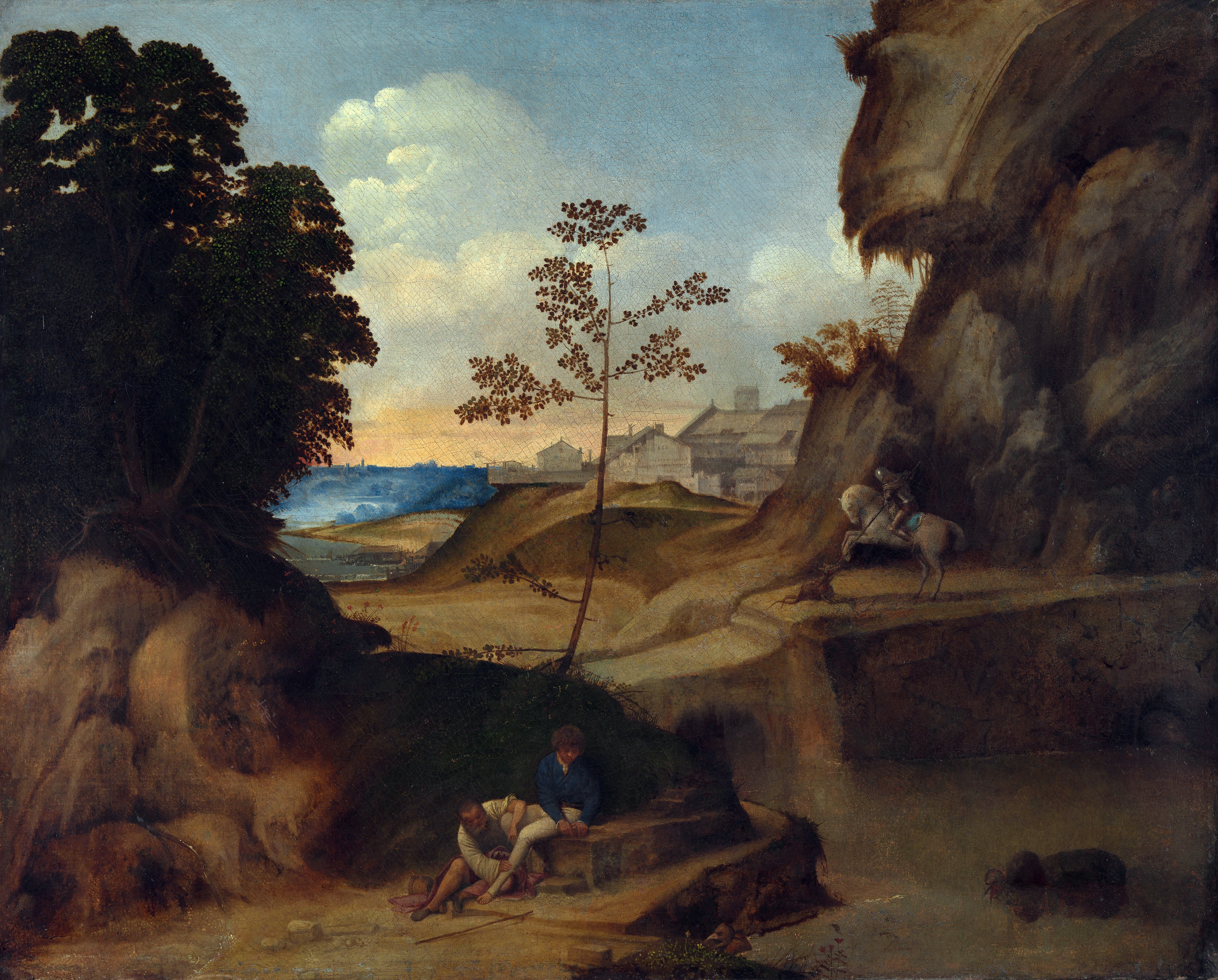
ایل ترامونتو (غروب آفتاب)، لندن. تا اواسط قرن بیستم کمی شناخته شده بود و هنوز یک انتساب بحث برانگیز است.
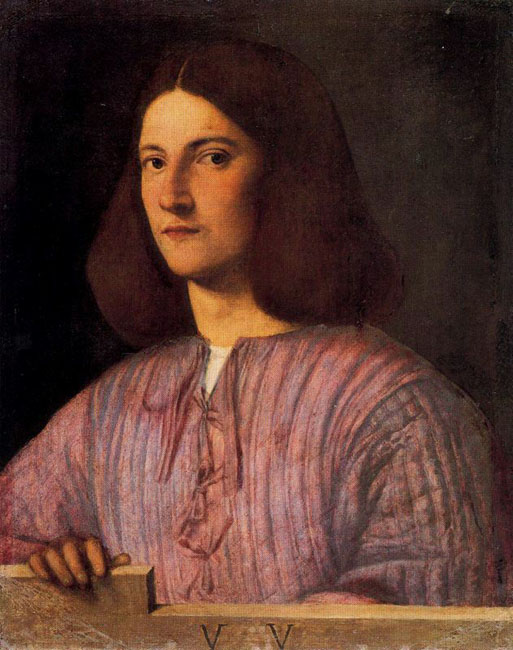
The Berlin Giustiniani Portrait (or Portrait of a Man), one of the most frequently attributed portraits
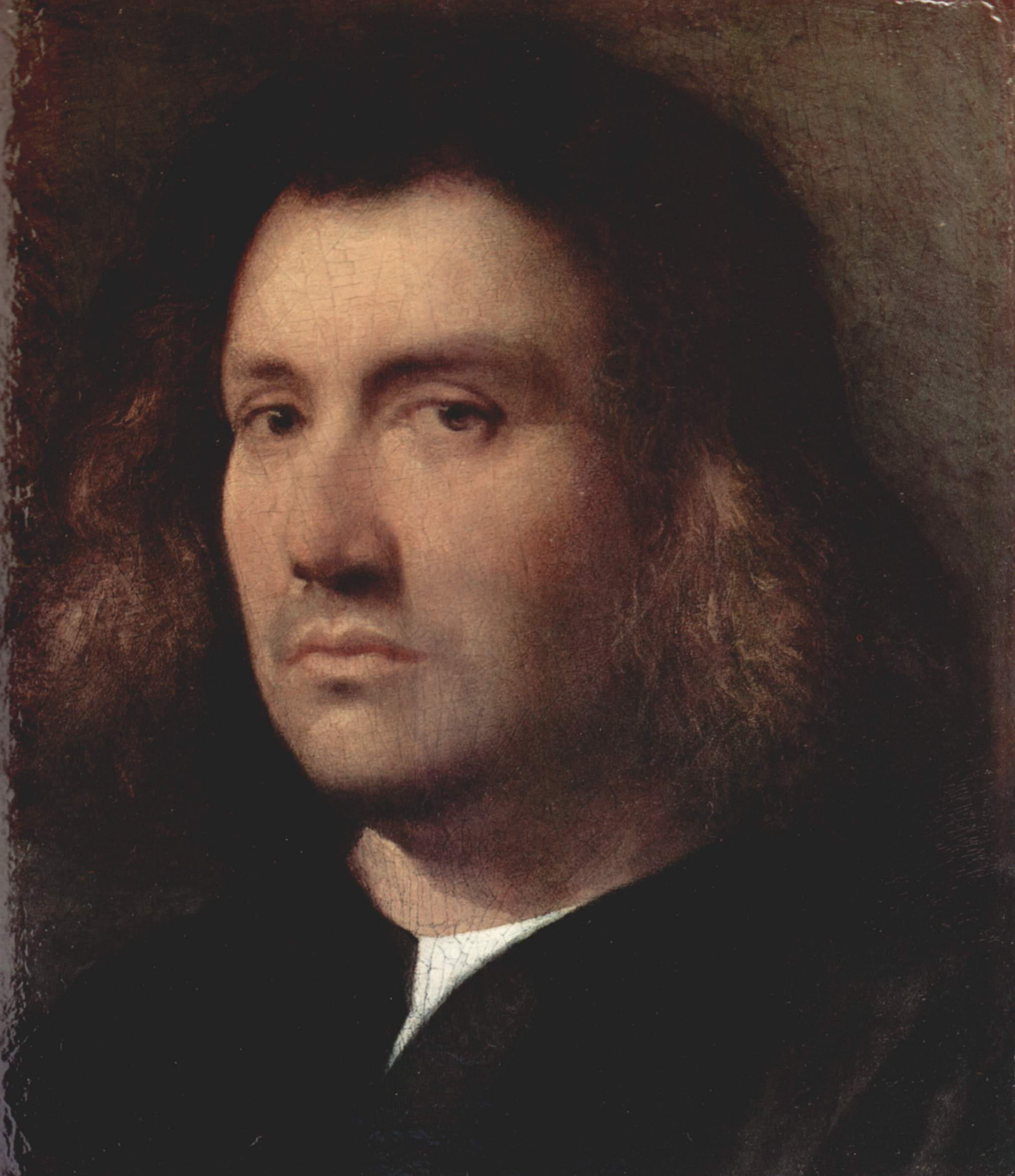
سن دیه گو پرتره یک مرد، یکی دیگر از پرتره‌هایی که معمولاً نسبت داده می‌شود.
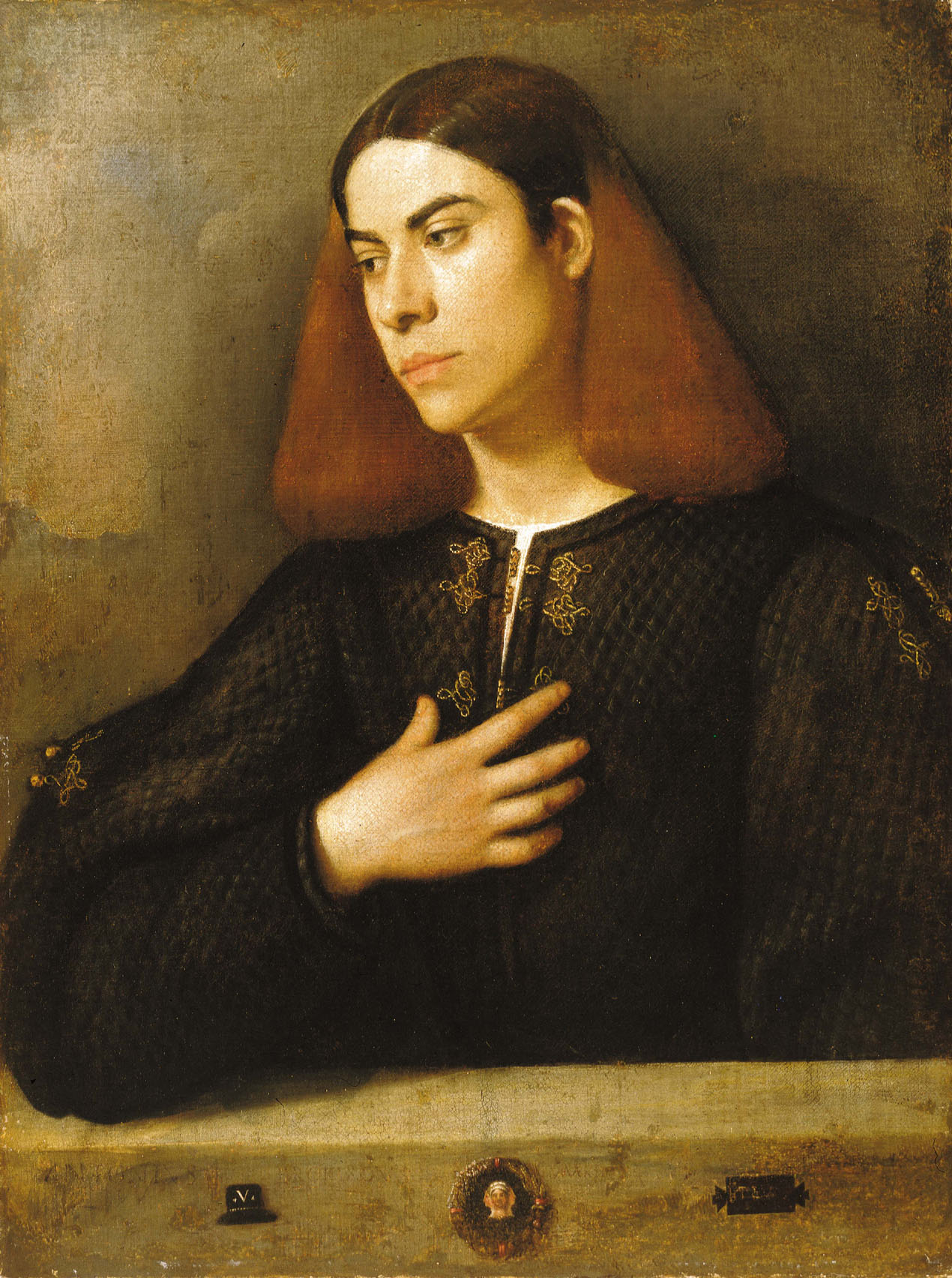
بوداپست پرتره یک مرد جوان، آسیب دیده.
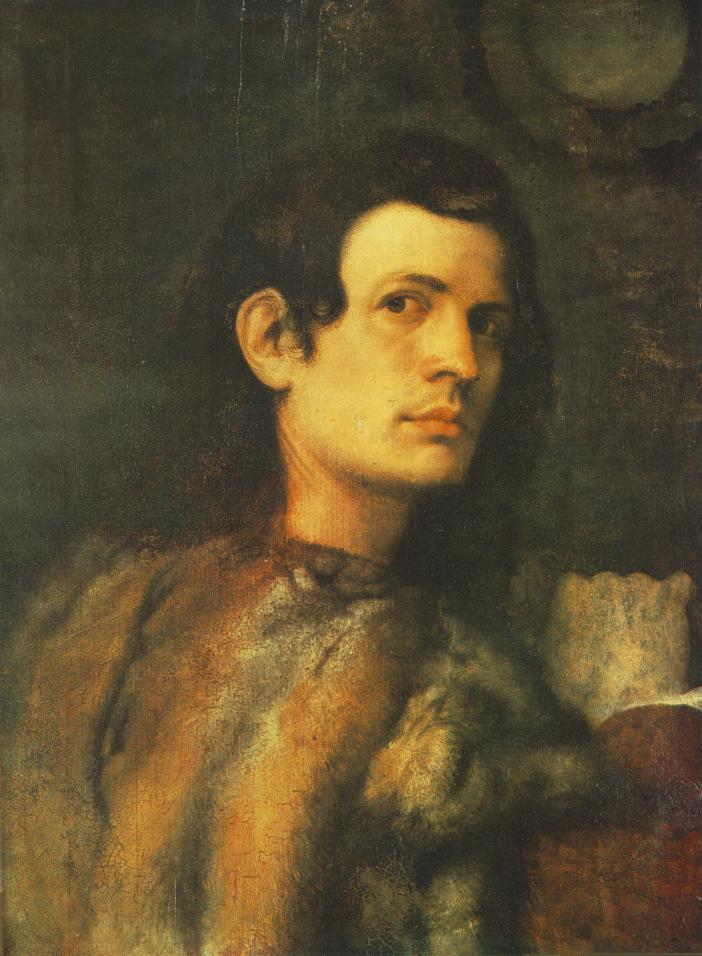
پرتره مرد جوان، منسوب به جورجونه